# Frâu

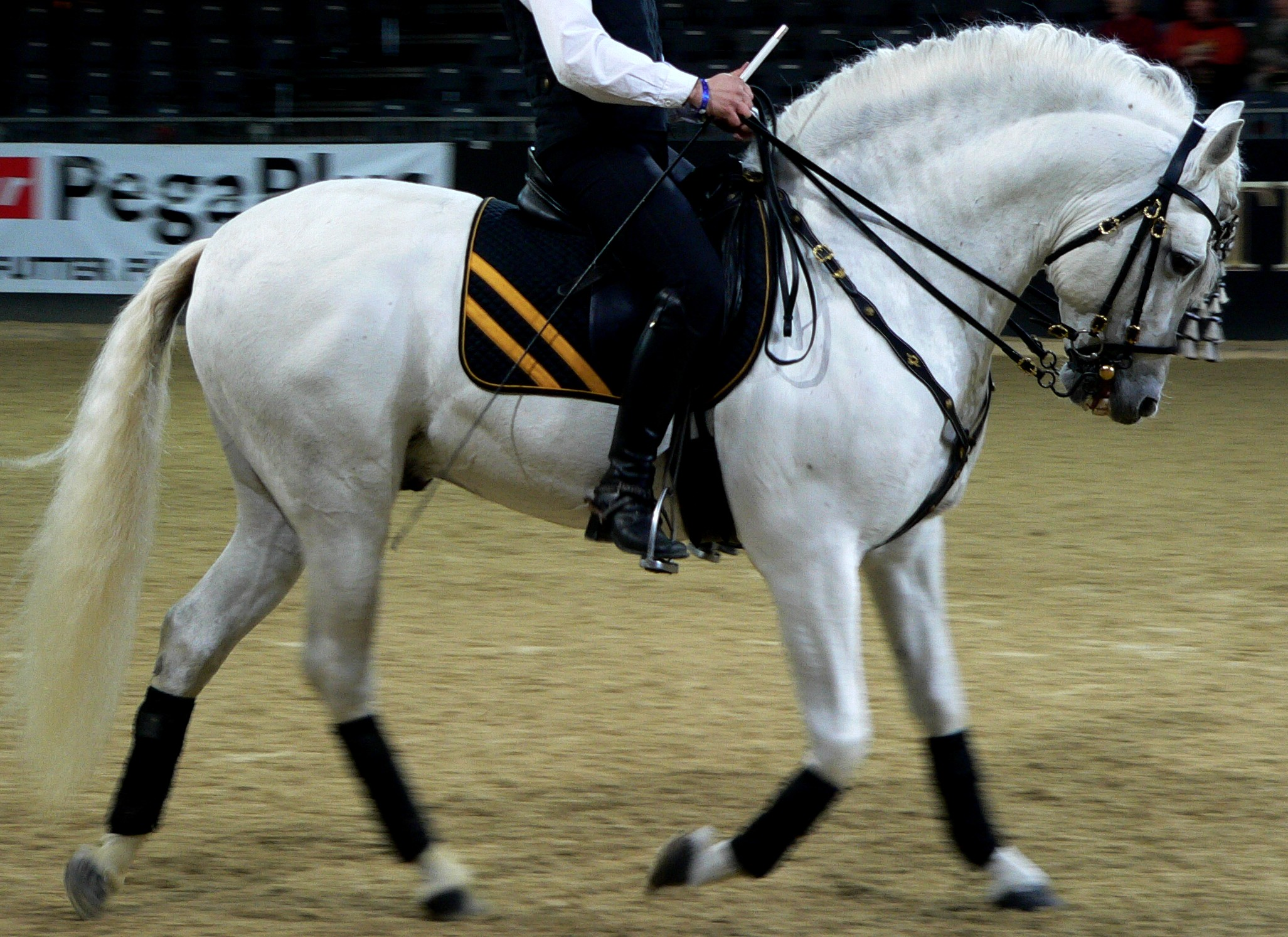
Călăreț care ține în mâini frâul

Frâul este format din curele de piele care sunt legate de zăbală care intră în cavitatea bucală a calului și care face parte din căpăstru. Cu ajutorul frâului călărețul conduce calul.

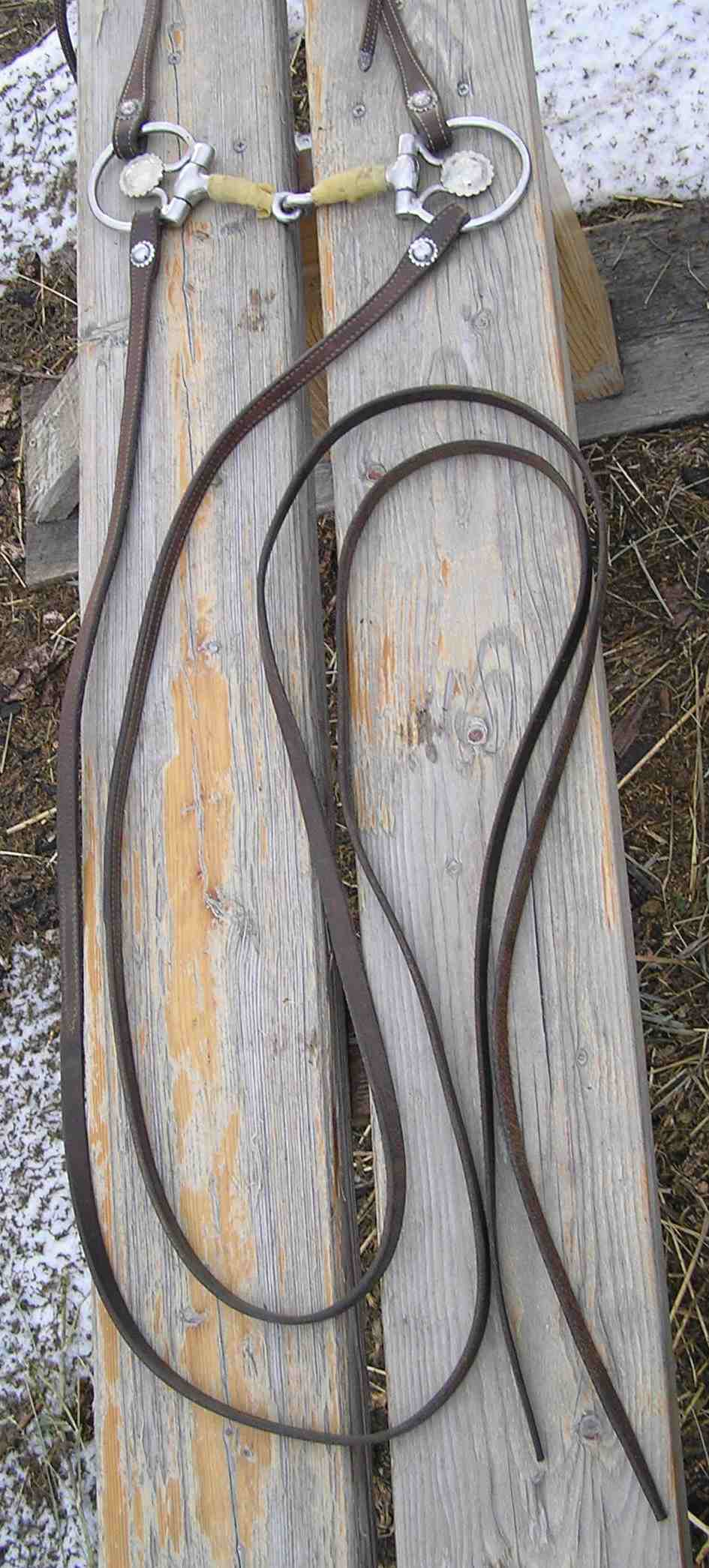
Frâuri atașate de zăbală western